# Dutch Kills

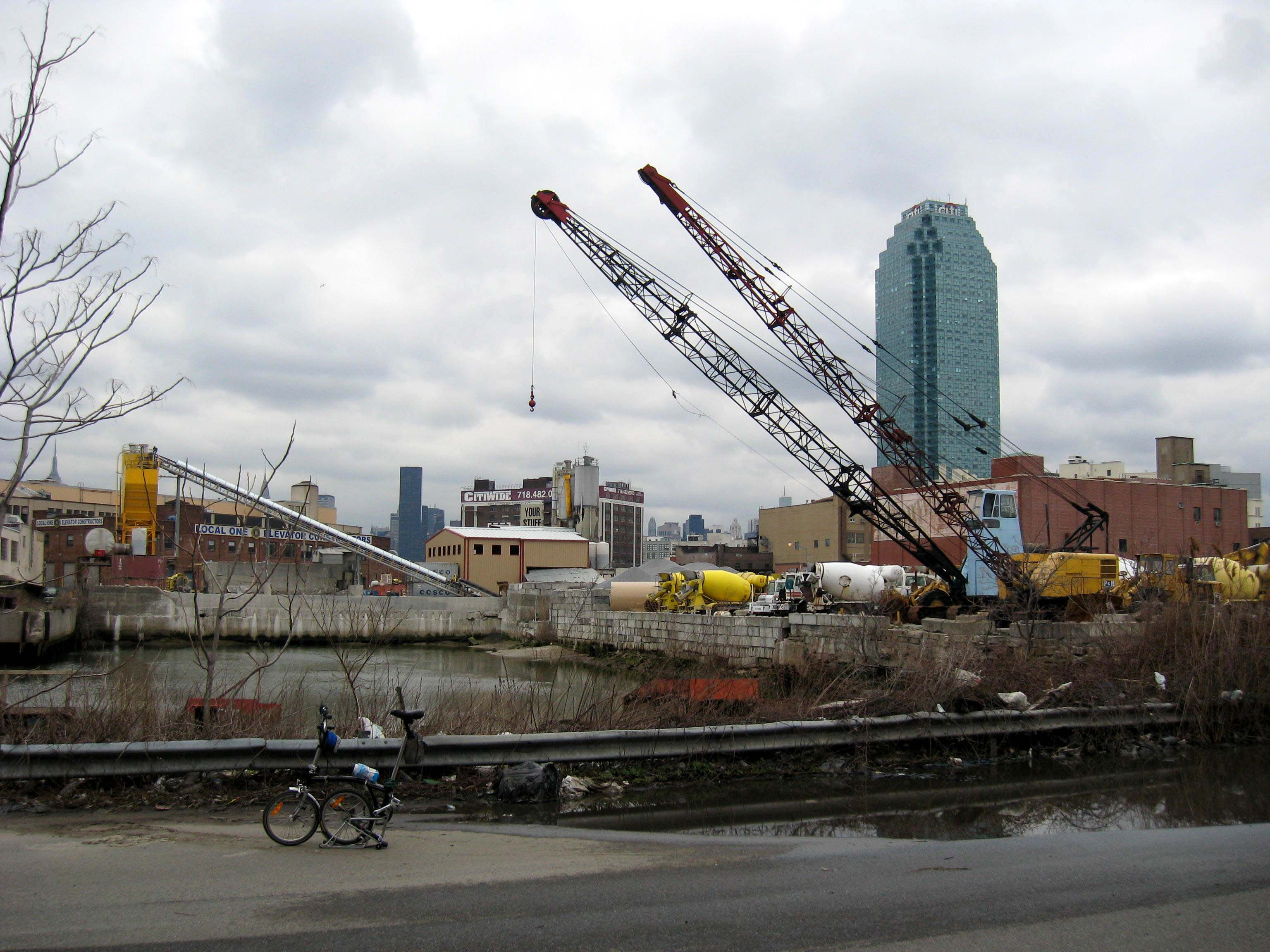
Hafen am nördlichen Ende von Dutch Kills, Queens.

Dutch Kills ist ein historisch bedeutendes Stadtviertel im Nordwesten des New Yorker Stadtbezirks (Borough) Queens, das sich durch seine niederländischen Wurzeln, seine industrielle Entwicklung und seine heutige Mischung aus Wohn-, Gewerbe- und Industrieflächen auszeichnet. Der Name verweist auf die niederländische Kolonialzeit und prägt bis heute die Identität des Viertels. Dutch Kills ist heute Teil von Long Island City und hat sich durch seine Lage und Infrastruktur zu einem vielfältigen und dynamischen Quartier entwickelt.

## Etymologie
Der Name „Dutch Kills“ stammt aus dem Niederländischen, wobei „Kill“ einen kleinen Bach oder Wasserlauf bezeichnet. Die niederländischen Siedler des 17. Jahrhunderts benannten damit einen Nebenarm des Newtown Creek, der das heutige Viertel durchzieht. Auch der ursprüngliche Name der Ureinwohner, „Canapaukah“, bezog sich auf das Gewässer in diesem Gebiet.

## Geschichte
Die Besiedlung von Dutch Kills begann mit der Landvergabe an europäische Siedler in den 1630er und 1640er Jahren, nachdem Gouverneur Willem Kieft, der fünfte Generaldirektor der niederländischen Kolonie Nieuw Nederland, das Gebiet von den Ureinwohnern erworben hatte. Zu den ersten Landbesitzern zählten Richard Brutnall, Tymen Jansen und Burger Jorissen. Während des Amerikanischen Unabhängigkeitskrieges war Dutch Kills ein strategisch wichtiger Ort für britische Truppen. Im 19. Jahrhundert förderten die Anbindung an die Long Island Rail Road und die Industrialisierung das Wachstum des Viertels. 1870 wurde Dutch Kills Teil von Long Island City, das 1898 in die Stadt New York eingegliedert wurde.

## Geografie
Dutch Kills liegt im Nordwesten von Queens, New York City, und ist heute ein Teil von Long Island City. Das Viertel wird von einem Nebenarm des Newtown Creek durchzogen, der die Grenze zu Brooklyn bildet. Die Umgebung ist geprägt von Industrieflächen, Bahnanlagen und einer Mischung aus Wohn- und Gewerbegebieten.

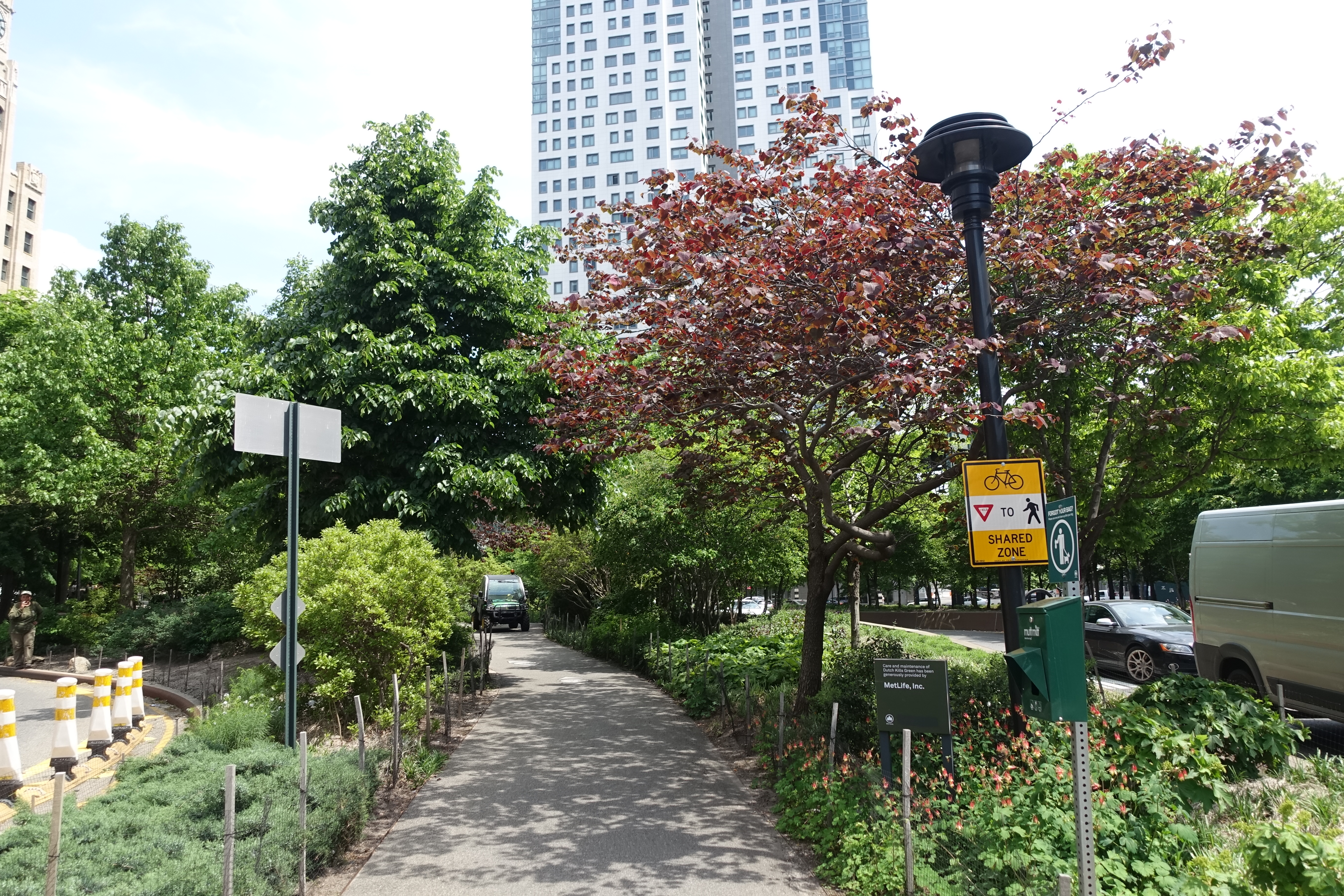
Der westliche Eingang zum Dutch Kills Green Park Queens Plaza North / 41st Avenue und 29th Street am östlichen Ende der Queens Plaza, Long Island City, Queens. Der Park wurde 2012 auf zwei Inseln angelegt, die zuvor als Parkplätze genutzt wurden.

## Demografie
Das Viertel ist bekannt für seine Vielfalt: Hier leben langjährige Einwohner, Zuwanderer und zunehmend Berufspendler, die die Nähe zu Manhattan und die gute Verkehrsanbindung schätzen. Im 21. Jahrhundert hat die Geschäftsentwicklung zugenommen, was zu einer wachsenden und sich wandelnden Bevölkerung geführt hat.

## Infrastruktur
Dutch Kills verfügt über eine gute Verkehrsanbindung durch mehrere U-Bahn-Linien, Busse, die Queensboro Bridge und die Long Island Rail Road. Projekte wie „Dutch Kills Green“ und der geplante „Dutch Kills Loop“ verbessern die Lebensqualität durch neue Grünflächen, Fuß- und Radwege sowie die Renaturierung des Wasserlaufs. Das Viertel bietet zudem Schulen, Parks und eine wachsende Gastronomie- und Kulturszene.